# Polynema maculipes
Polynema maculipes är en stekelart som först beskrevs av William Harris Ashmead 1887.  Polynema maculipes ingår i släktet Polynema och familjen dvärgsteklar. Inga underarter finns listade i Catalogue of Life.